# Рајтери
Рајтери су тешка коњица наоружана ватреним оружјем, која је коришћена у западној Европи и Русији од средине 16. до краја 17. века.

## Историја
У Немачкој, тешка најамичка коњица (тзв. црни коњаници) сасвим напушта копља већ средином 16. века (у шмалкалдском рату 1546-1555): уместо копља, њихово оружје постаје пиштољ и мач, а заштитну опрему чине шлем и делимични оклоп. У хугенотским ратовима (1562—1598) немачки коњаници, у Француској названи рајтерима (по немачкој речи за коњаника), постројени у квадратне поретке по 10 редова -ескадроне- уводе нову тактичку радњу - караколирање (пуцање у редовима и повлачење у позадину док се оружје не напуни), где пиштољска ватра долази до пуног изражаја у борби против тешко оклопљених витезова. У овим биткама немачки рајтери су у директном сукобу са француским жандармима доказали предности пиштоља над копљем: лакша обука, већи домет, лакши коњ и оклоп, рукује се једном руком док друга управља коњем. Непоузданост пиштоља надокнађивана је већим бројем (2—6) у сваког коњаника. Стога крајем 16. века копља готово нестају из наоружања европских коњица, а оклопи постају лакши због немогућности потпуне заштите од ватреног оружја - само су прсни оклопи могли бити довољно дебели да одбију метак.
У Русији су тешку коњицу од 1630. до 1700. чинили рејтари (рус. рейтары) у које су ступали великаши са својим коњем и сами се издржавали, а од државе су добијали мускете или карабине, пиштоље, мачеве, оклопе, барут и олово, неки и копља.